# Pomnik Bronisława Czecha w Krakowie
Pomnik Bronisława Czecha w Krakowie – pomnik w Krakowie, położony w północno wschodniej części miasta, na terenie administracyjnej Dzielnicy XIV Czyżyny, przed budynkiem Akademii Wychowania Fizycznego im. Bronisława Czecha.
Pomnik został wykonany z odlewu z brązu według projektu Bronisława Chromego, a jego budowę zakończono w 1988 roku, natomiast 27 kwietnia 1988 odbyło się uroczyste odsłonięcie pomnika.
Pomnik przedstawia Bronisława Czecha, polskiego narciarza, taternika i olimpijczyka.